# 沙坪鄉 (鄰水縣)
沙坪鄉，是四川省鄰水縣下轄的一個鄉鎮級行政單位。

## 沿革[1]
1953年4月5日，第二區(城南區)公所從挹爽鄉划出6個村，增建沙坪鄉人民政府，1956年1月16日，沙坪鄉併入西天鄉，沙坪鄉人民政府撤銷。